# 春道新名
春道 新名（はるみち の にいな）は、平安時代前期の官人。官位は外従五位下・能登守。

## 経歴
民部録を経て、光孝朝の仁和2年（886年）正月に右少史に任ぜられると、同年3月には左大史まで昇進する。仁和5年（889年）外従五位下・肥前介に叙任されると、昌泰3年（900年）能登守と、宇多朝から醍醐朝にかけて地方官を務めている。

## 官歴
『古今和歌集目録』による。
- 時期不詳：民部録
- 仁和2年（886年）正月16日：右少史。正月28日：右大史。3月9日：左大史
- 仁和5年（889年）正月11日：外従五位下、肥前介
- 昌泰3年（900年）正月11日：能登守